# غیرنظامی‌سازی
تقلیل نیروی نظامی یا غیرنظامی سازی (به انگلیسی: Demilitarisation یا demilitarization) ممکن است به معنای کاهش نیروهای مسلح دولتی باشد که از بسیاری جهات در جهت مخالف نظامی سازی است. به‌عنوان مثال، غیرنظامی سازی ایرلند شمالی، مستلزم کاهش تجهیزات امنیتی و نظامی بریتانیا بود. تخریب زدایی به این صورت، معمولاً نتیجه پیمان صلح برای پایان دادن به جنگ یا درگیری بزرگ است. این اصل با خنثی سازی (Demobilization) که به کاهش شدید و داوطلبانه در اندازه یک ارتش پیروز اشاره دارد، تفاوت دارد.